# Rambo, Burkina Faso
Rambo là một tổng của tỉnh Yatenga ở phía bắc Burkina Faso. Thủ phủ của tổng này là thị xã Rambo. Dân số năm 2006 là 34.020 người.

## Các thị xã và các làng
Bouga-Mossi, Bouga-Yarce, Bouli, Dembrediesse, Dierko, Imassoum, Irim, Kamdogo, Konde-Tangaye, Koumna-Yargo, Koungo, Lengo, Nioussi-Tangaye, Pourra, Rambo-Foulbe, Songa, Sougouma, Tantoaga, Tobkio và Zindinogo.